# Star People '97
Star People '97 is een nummer van de Britse zanger George Michael. Het nummer werd uitgebracht als vijfde single van zijn album Older. Het nummer bevat elementen van het nummer Burn Rubber On Me (Why You Wanna Hurt Me van The Gap Band uit 1980.
Star People '97 werd uitgebracht in 1997 en behaalde een tweede plaats in Michaels thuisland, het Verenigd Koninkrijk. Ook scoorde de zanger zijn tweede nummer 1-hit in de Amerikaanse Dancehitlijst. De eerste was Monkey. Ondanks dat het nummer al de vijfde single van het album was, scoorde het in Nederland beter dan zijn voorgangers Older en Spinning the Wheel.
Star People '97 heeft de toevoeging "'97" gekregen omdat de singleversie een opnieuw opgenomen remix van het nummer Star People is, dat terug te vinden is op het album.

## Hitnotering
| Star People '97 in de Nederlandse Top 40 binnen: 17 mei 1997 | Star People '97 in de Nederlandse Top 40 binnen: 17 mei 1997 | Star People '97 in de Nederlandse Top 40 binnen: 17 mei 1997 | Star People '97 in de Nederlandse Top 40 binnen: 17 mei 1997 | Star People '97 in de Nederlandse Top 40 binnen: 17 mei 1997 |
| Week                                                         | 1                                                            | 2                                                            | 3                                                            | 4                                                            |
| ------------------------------------------------------------ | ------------------------------------------------------------ | ------------------------------------------------------------ | ------------------------------------------------------------ | ------------------------------------------------------------ |
| Nummer                                                       | 29                                                           | 24                                                           | 37                                                           | uit                                                          |